# Хемоглобин
Хемоглобинът или хемоглобулинът (HBC, Hb, Hgb) е белтък с четвъртична структура и молекулна маса около 66000 – 68000 Da. Представлява съединение на хема с белтъка глобин. Глобинът е тетрамер, т.е. всяка молекула съдържа 2 алфа и 2 бета-полипептидни вериги, различаващи се по първичната си структура (алфа полипептидната верига съдържа 141 аминокиселинни остатъка, а бета полипептидната верига – 146 аминокиселинни остатъка). Вторичните им структури са представени от спирални сегменти с различна дължина. По третична структура двата типа вериги са сходни, като всяка от субединиците формира хидрофобен джоб, в който джоб се помества по една молекула хем. Трябва да се отбележи, че свързването с хема става чрез много вандерваалсови връзки, няколко йонни връзки и координативни връзки на двувалентното желязо. Една от координативните връзки остава свободна и се насища с кислород или с други съединения, като въглероден оксид (СО), въглероден диоксид (СО2), цианиди и т.н. Четвъртичната структура на хемоглобина е сходна с тази на тетраедъра.

## Функции
Хемоглобинът изпълнява като основна функция в организма пренасянето на кислород. Всяка молекула хемоглобин свързва до 4 молекули кислород (средно 2,8). При присъединяването на кислорода най-трудно се присъединява първата молекула, като следващите се присъединяват по-лесно.
Хемоглобинът може да показва състояние на хидратация.

## Видове
Известни са физиологично нормални и анормални типове хемоглобин, различаващи се по белтъчната си част – полипептидните вериги на глобинът:
- Физиологично нормални типове хемоглобин – те се образуват през отделни етапи на индивидуалното развитие на организма. Такива са хемоглобините от тип Р, тип F и тип А.
- Анормални типове хемоглобин – известни са около 100 анормални типа хемоглобин. Такива са хемоглобин тип Н, хемоглобина на Бартс, сърповидноклетъчния хемоглобин тип S, и др.

В рамките на развитието на един организъм хемоглобинът също се различава. Хемоглобинът на един зародиш е различен от този на майката. Те се отличават както по свойства (хемоглобинът на зародиша се денатурира по-лесно и по-лесно се разпада), така и по формата на кристалите си.
Освен това хемоглобинът може да се раздели и според неговото местонахождение в организма.
Хемоглобинът в кръвните клетки се отличава от мускулния хемоглобин, както по молекулното си тегло, така и по скоростта на свързване на кислорода.
Хемоглобин съдържат гръбначните животни, както и много червеи, мекотели, бодлокожи и членестоноги. Установен е и при някои протозои, като Paramecium и Tetrahymena. Хемоглобин има и в кореновите брадавици на някои бобени растения като соя, фия и др.